# シュアリー・サムデイ
『シュアリー・サムデイ』（SURELY SOMEDAY）は、2010年7月17日公開の日本映画。監督は小栗旬。主演は小出恵介。
映画公開に先立って漫画化され、『ヤングエース』にてVol.9（2010年4月発売号）から2010年8月号まで連載された後、2010年7月4日に単行本（全1巻）が発売された。

## 概要
俳優の小栗旬の初監督作品である。もともと以前から監督業へ意欲を示していた小栗が、2005年に書いた1枚のあらすじを元に、脚本家の武藤将吾に脚本を依頼した。その後、小栗が俳優業で多忙を極めたため、一旦動きは低調となるが、2009年に入り環境が整ったとして映画化に向けて動き出すこととなり、同年7月にクランクインした。
キャスティングについても小栗の意向が反映されており、主演の小出恵介、ヒロインの小西真奈美をはじめとした小栗と親交の深い人物が名を連ねている。また、小栗本人も警官役としてカメオ出演している。
キャッチコピーは「バカで最強!!!」「大人立入禁止。」「バカで最強だった俺たちを取り戻す!!!」
本作では、「現在」を軸に「3年前・巧が高校3年生の頃」、「10年前・巧が小学生の頃」の回想シーンを交えながらストーリーが展開している。ちなみに高校3年生の頃に巧たち5人は、学校で爆破事件を起こしたせいで直後に全員高校を中退している。
2011年5月21日にWOWOWでテレビ初放映。

## あらすじ
バンドを組む高校の同級生5人が主人公。文化祭の中止に抗議するために狂言の爆破予告をして高校を占拠するが、仲間の1人が本物の爆薬を仕掛けて大爆発を引き起こしてしまう。事件の責任をとり、行き詰った生活を送る5人の3年後の姿を軸に、複雑に絡み合う人間模様を描きながら、爆破事件の裏に潜むもう一つの事件の核心に迫っていく。

## キャスト

### 巧と同級生の仲間たち
喜志巧（たくみ）
演 - 小出恵介
父が経営する店の手伝いをしている。爆破事件が原因で高校中退して3年経つが、爆破事件を言い訳に自分の人生を積極的に生きることをせずにだらだらと過ごしている。また爆破事件などで何度か迷惑をかけてきた父に負い目を感じているが、いざ面と向かうと素直になれずつい反抗的な態度を取っている。小学生の頃に出会った美沙のことをいつからか初恋の相手として想いを寄せ始める。爆破事件のせいで自分から逃げているバンドではボーカル担当。
真鍋京平
演 - 勝地涼
巧の子供の頃からの友達。大学生(巧によると通っているのは三流大学とのこと)。普段から無駄にテンションが高くよく喋る人物。童貞であることにコンプレックスを感じており、人一倍女性に飢えている。爆破事件では当初、模造品の時限爆弾だったが、自身が本物の火薬を入れるように雄喜に頼んだせいで爆破に巻き込んでしまい責任を感じている。そのため時々雄喜のケータイに電話をかけているが、いつも留守電で京平が一方的に話している。本人によると特技は予知夢だが、仲間から「当てにならない」と言われている。バンドではギター担当。
後藤和生（かずお）
演 - 鈴木亮平
巧の子供の頃からの友達。下っ端のヤクザ。妹の入院費を稼ぐために手っ取り早く金が稼げそうとの理由でこの職業に就いた。体を鍛えるのが好きで、子供の頃から空手をやっており一時は格闘家になるのが夢だった。ヤクザだが不良上がりではなく、根は真面目で妹思いの心優しい性格。組長から預かった車と3億円を不手際で盗まれてしまい組員から命を狙われるようになる。バンドではドラム担当。
北村雄喜（ゆうき）
演 - ムロツヨシ
巧の子供の頃からの友達。爆破事件以降、家から一歩も出ない生活をしている。爆破事件では「逃げ遅れて片腕を失くした」という噂が立っており、以後3年間巧たちとも会っていないため仲間から心配されている。趣味は機械いじりで、子供の頃には自転車を改造したり、爆破事件では時限爆弾を造っている。自分の部屋には、好きなアニメのプラモデルや様々な手作りの機械などで囲まれている。バンドではベース担当。
岩崎秀人（しゅうと）
演 - 綾野剛
巧の子供の頃からの友達。歌手になることを夢見て街で路上ライブをしている。高校3年生の頃に宮城に会ったことでロックに目覚める。一流企業の御曹司で裕福な生活をしていたが、爆破事件を起こしたせいで家を追い出される。肩近くまで伸ばした髪型が特徴。特技は女性をナンパすることで、雄喜によると「秀人が狙った女に5秒間目を合わせるだけで落とせる」とされる。バンドではギター担当。

### 美沙とその関係者
葉月美沙
演 - 小西真奈美
本作のヒロインであり、キーパーソン。和生が預かっていた、組長の3億円の入ったトランクを奪った女。実は10年前『ヒメノ』という源氏名で風俗嬢をしていた時に小学生の巧と会っている。ヤクザで麻薬取引をしていた飯島と関係があったが、飯島に裏切られ、罪を全て背負い、6年間刑務所へ服役。出所後（3年前）路上ライブをしていた祐と出会い付き合い始める。人生を翻弄されたせいで悲観的な考え方になったようで「誰も私なんか好きにならない」などと自分を卑下する発言を何度かしている。
飯島
演 - 遠藤憲一
美沙と関係のあったヤクザ。10年前、美沙が働く店の一室で違法薬物の売買をしていた。その後、違法な金をマネーロンダリングして自分のものにしようとするが組織の幹部にバレて逃亡する。独占欲支配欲が強い人物。逃亡後、全身整形し、亀頭という名前になる（後述）。作中にセリフはなく、回想での登場。
宮城祐（みやぎたすく）
演 - 横田栄司
路上ミュージシャン。秀人にとって憧れの存在。3年前に路上で弾き語っていた頃に美沙と出会い付き合い始め、同じ頃に秀人とも出会い音楽を通じて親しくなる。長髪パーマに髭を生やしている。プロの歌手になることを夢見ている。

### 巧たちの家族
喜志建夫
演 - 竹中直人
巧の父。しがないバーの経営者。3年前まで刑事をしていたが、巧が爆破事件を起こしたことを受けて退職。刑事だった頃は、犯罪を犯した飯島を逮捕すべく行方を追っていた。妻はおらず(本人によると巧を産んですぐに亡くなったとのこと)男手一つで巧を育ててきたが、不器用な性格で感情表現も控えめなため巧との親子の会話も硬い感じになっている。
北村雄一郎
演 - モト冬樹
雄喜の父。ギターが得意で、薄毛のおじさんだが本人によると「若い頃はブイブイ言わせていた(勢いがあった、周りから人気があったなどの意味)」とのこと。高校3年生の頃の雄喜たちがバンドをやることになり手ほどきする。
北村美和子
演 - 原日出子
雄喜の母。爆破騒動後、家に閉じこもった雄喜を温かく見守り、3年後家に訪れた巧たちに息子の現在の様子について語る。屈託のない朗らかな性格。
後藤翔子
演 - 井上真央
和生の妹。詳しくは不明だが、何かの病気にかかっていて長期の入院生活を送っている。和生のことを慕っているが兄がヤクザになったことは知らず、格闘家になる夢を追っていると信じている。

### 巧たちに関わる主な人
亀頭（きとう）
演 - 吉田鋼太郎
飯島と同一人物で整形後の姿である。亀頭になった後は、和生が所属するヤクザの組長となっており、杖を使いながら右脚を引きずって歩いている。和生に預けていた3億円の入ったトランクが自身の車ごと美沙に奪われたため、和生を脅して取り返すように命じる。自分の指示に従わない人間には、容赦ない性格。巧たちに銃をぶっ放したり、荒っぽい手下を使って巧たちに危害を加えようとする。
やっさん
演 - 岡村隆史
ホームレスらしき男性。街なかをリヤカーを引きながらゴミ箱を漁り、様々な物を拾い集めて路上販売している。10年前には既にこの生活をしており、いつ頃からか巧たちと出会い親しくなる。トラブルに巻き込まれて、誰かに追いかけられそうになると「金は（持って）ないぞー！」というのが口癖。
体育教師
演 - 高橋努
3年前の巧が通う高校の教師。レンズがオレンジ色のメガネをかけ、竹刀を持ち歩いて生徒たちを威嚇する。爆破騒動を起こした巧たちに鉄拳を加えている。
教頭
演 - 笹野高史
3年前の巧が通う高校の教師。創立して57年目を迎える高校で、京平たちが教室に立てこもって時限爆弾で爆破しようとしたため、何とか思い留まらせようと説得する。

### その他の人
若杉
演 - 阿部力
刑事。建夫が刑事だった頃の部下。10年前に犯罪を犯して逃亡中の飯島をその後も追い続ける。
警官A
演 - 妻夫木聡
巧たちが暮らす街にある交番に勤務している。3年前、高校で生徒が教室に立てこもり爆破しようとしていると聞きつけて駆けつける。
警官B
演 - 小栗旬
警官Aの後輩警官。同じ交番勤務。3年前、生徒が学校を爆破しようとしていることを聞きつけて、警官Aと共に駆けつける。
弁当屋の店長
演 - 大竹しのぶ
3年前に宮城がバイトしていた店の雇い主。店に訪れた秀人たちに宮城について会話する。
看守
演 - 津田寛治
刑務所から刑期を終えて出所する受刑者を見送る。作中ではごく短いワンシーンで一言セリフを言うだけの出演。
須賀
演 - 高橋光臣
飯島の手下。
五味
演 - 山口祥行
坂口
演 - 須賀貴匡
上戸彩
演 - 上戸彩
本人役。現在の劇中劇のロケーション撮影のために巧が暮らす街に訪れて5人と出会う。作中のクレジットタイトル中に流れるシーンでの出演。

## スタッフ
- 監督 - 小栗旬
- 脚本 - 武藤将吾
- 音楽 - 菅野よう子
- プロデューサー - 山本又一朗
- 共同プロデューサー - 佐谷秀美、池田宏之
- アソシエイト・プロデューサー - 野村祐人
- 撮影 - 千葉真一
- 照明 - 高坂俊秀
- 美術 - 橋本創
- 録音 - 小原善哉
- 音響効果 - 柴崎憲治、大河原将
- 装飾 - 西尾共未
- スタイリスト・衣装デザイン - 長瀬哲朗
- 編集 - 掛須秀一
- 助監督 - 松永洋一
- 製作 - 「シュアリー・サムデイ」製作委員会（トライストーン・エンタテイメント、角川映画、フジテレビジョン、松竹、博報堂DYメディアパートナーズ、角川書店、シネマ・インヴェストメント）
- 配給 - 松竹

## 楽曲
主題歌
- 「シュアリー・サムデイ」
歌 - 巧（小出恵介） with シュアリー･スターズ

映画オリジナルソング
- 「どれだけの朝と夜を 〜シュアリー・サムデイ〜」
歌 - トータス松本

劇中歌
- 「Guilty」
歌 - 石毛輝（the telephones） / 作曲 - 菅野よう子 / 作詞 - Tim Jensen / コーラス - 勝地涼、小栗旬
- 「Maybe Someday」
歌 - 綾野剛  / 作曲 - 菅野よう子 / 作詞 - Tim Jensen
- 「Bitter Dog Blues」
歌 - 横田栄司  / 作曲 - 菅野よう子 / 作詞 - Tim Jensen
- 「ワイルド・クライ」
歌 - 尾藤イサオ  / 作曲 - 坂田晃一  / Remixed - COM.A
- 「TNT」
歌 - ROY（THE BAWDIES） / 作曲 - 菅野よう子 / 作詞 - Tim Jensen
- 「I'm All In Love」
歌 - Nello Angelucci / 作曲 - 菅野よう子 / 作詞 - Tim Jensen
- 「Radetzky marsch 2010』
Remixed - COM.A / 作曲 - Johan Strauß
- 「Ave Maria op.52 n.6」
歌 - 小林沙羅 / 作詞・作曲 - Franz Peter Schubert
- 「Because」
歌 - 手嶌葵 / 作曲 - 菅野よう子 / 作詞 - 菅野よう子、Tim Jensen
- 「甘い毎日」
歌 - akiko / 作曲 - Traditional / 作詞 - 富永恵介
- 「幸せならクラップユアハンド」
歌 - 近藤房之助 / 作曲 - Traditional / 作詞 - Traditional、菅野よう子、富永恵介
- 「ガリガリ君のうた」
作詞・作曲 - ポカスカジャン

### CD
| 発売日         | タイトル                                                     | 規格品番   | 収録曲 | 備考                                      |
| -------------- | ------------------------------------------------------------ | ---------- | --- | ----------------------------------------- |
| 2010年07月07日 | 巧(小出恵介)with シュアリー・スターズ / シュアリー・サムデイ | SECL-896/7 | CD 1. シュアリー・サムデイ [3:45] 【作詞作曲:トータス松本/編曲:tasuku】 2. バウムクーヘン [4:42] 【作詞:小出恵介/作曲:浅井健一/編曲:tasuku】 DVD 1. シュアリー・サムデイ SPECIAL DVD | SME Records オリコン最高33位、登場回数4回 |

## ソフト化
- 監督 小栗旬×映画 『シュアリー・サムデイ』 〜マジに面白いもの作ろうぜ〜（DVD1枚組、2010年7月2日発売、発売元は「シュアリー・サムデイ」製作委員会、販売元は角川映画）
  - 本編のクランクイン前に密着したメイキングDVD。
  - 映像特典
    - 『シュアリー・サムデイ』劇場予告編

以下のソフトは発売・販売元は角川書店。
- シュアリー・サムデイ スタンダードエディション（DVD1枚組・2011年1月7日発売）
  - 映像特典
    - 特報
    - 劇場予告編
    - TVスポット集

  - 音声特典
    - オーディオコメンタリー（監督：小栗旬×勝地涼×鈴木亮平×ムロツヨシ×綾野剛）
- シュアリー・サムデイ スペシャルエディション（DVD2枚組・2011年1月7日発売）
  - ディスク1：本編DVD（スタンダードエディションと共通）
  - ディスク2：特典DVD
    - メイキング「監督 小栗旬×映画『シュアリー・サムデイ』 〜いつかきっと叶えたい夢がある〜」
    - 未公開シーン集&別エンディング（オーディオコメンタリー付き）
    - ゆうばり映画祭〜完成披露試写会〜初日舞台挨拶
    - 「シュアリー・サムデイ・スーパー・サマー」ライブダイジェスト

  - 封入特典
    - シュアリー・サムデイ スペシャル・アルバム（32P）
    - ポストカード5枚組セット
    - キャスト&スタッフプロフィール（4P）

  - 特製アウターケース&スリーブケース付き
- シュアリー・サムデイ Blu-ray（1枚組・2011年1月7日発売）
  - 映像特典
    - ビジュアルコメンタリー（監督：小栗旬×勝地涼×鈴木亮平×ムロツヨシ×綾野剛 / ピクチャー・イン・ピクチャー仕様・収録内容はDVDオーディオコメンタリーと同一）
    - 未公開シーン集&別エンディング（オーディオ&ビジュアルコメンタリー付き・DVDスペシャルエディションと共通）
    - 特報
    - 劇場予告編
    - TVスポット集
- シュアリー・サムデイ DVD&Blu-ray【2,000セット完全限定生産】小栗旬初監督 メモリアルエディション（本編BD+本編DVDとスペシャルエディションの特典DVDも含めたDVD8枚組の計9枚組・2010年12月24日発売）
  - ディスク1：本編BD（BD単品版と共通）
  - ディスク2：本編DVD（スペシャルエディション・ディスク1と共通）
  - ディスク3：特典DVD1（スペシャルエディション・ディスク2と共通）
  - ディスク4〜9：特典DVD2〜7（6枚組・専用デジスタック付き）
    - 撮影全行程・密着ドキュメンタリー集

  - 封入特典
    - キャスト&スタッフプロフィール（4P・DVDスペシャルエディションと共通）
    - 撮影全行程・密着ドキュメンタリーガイドブック（8P）
    - 小栗旬監修「シュアリー・サムデイ」アーティストブック（64P）
    - 「シュアリー・サムデイ」台本決定稿縮刷版
    - オリジナルフィルム缶入りメモリアルグッズ集
      - 小栗旬からの直筆メッセージボード
      - フィルムブックマーク（5コマ）
      - 2011年度スケジュール帳
      - シュアリー・スターズ「SUPER SPECIAL SEXY SEISHUN LIVE」イメージチケット（黒封筒付き）
      - シュアリー・スターズ「SUPER SPECIAL SEXY SEISHUN LIVE」ミニポスター

  - 全アイテムを収納する段ボール製BOX付き

## その他
- 2010年2月25日から開催されるゆうばり国際ファンタスティック映画祭2010のオープニング招待作品として初公開された。
- プチョン国際ファンタスティック映画祭でも公式招待上映され、監督として初めての国際舞台に立つ事となった[3]。韓国滞在中はVIP待遇で持成され、観客からは拍手喝采を受け、クァク・ジェヨン監督やヤン・イクチュン監督の表敬訪問を受けている。
- 全国186スクリーンで公開され、2010年7月17-19日初日3日間で興収7,695万8,250円、動員は5万7,267人になり映画観客動員ランキング（興行通信社調べ）で初登場第9位となった[4]。またぴあ初日満足度ランキング（ぴあ映画生活調べ）では第1位と10,20代の支持を中心に好評価されている。
- TBSラジオ「ライムスター宇多丸のウィークエンド・シャッフル」のシネマハスラー2010年全映画ランキングでは対象56作品中ワースト4位。